# Fluminense Foot-Ball Club
O Fluminense Foot-Ball Club foi um clube brasileiro de futebol, da cidade de Fortaleza, capital do estado de Ceará.
Disputou o Campeonato Cearense de Futebol de 1943.

## Participações no Campeonato Cearense da Primeira Divisão
| Ano  | Posição |
| 1943 | 5º      |